# 126P/IRAS
126P/IRAS – kometa krótkookresowa, należąca do rodziny Jowisza.

## Odkrycie
Kometa została odkryta 28 lipca 1983 roku przez satelitę astronomicznego pracującego w podczerwieni IRAS. W nazwie znajduje się zatem nazwa instrumentu, który przyczynił się do odkrycia.

## Orbita komety i właściwości fizyczne
Orbita komety 126P/IRAS ma kształt elipsy o mimośrodzie 0,7. Jej peryhelium znajduje się w odległości 1,72 j.a., aphelium zaś 9,58 j.a. od Słońca. Jej okres obiegu wokół Słońca wynosi 13,42 roku, nachylenie do ekliptyki to wartość 45,8˚.
Jądro tej komety ma rozmiary 3,2 km.